# Thallium(III)-hydrid
Thallium(III)-hydrid (nach IUPAC Thallan) ist eine anorganische Verbindung der Summenformel TlH3. TlH3 ist das einfachste Thallan. Thallium(III)-hydrid ist sehr instabil. Die im Vergleich zu den anderen Hydriden der Borgruppe abnehmende Stabilität wird meist mit der geringen Überlappung der Valenzorbitale des Metalls mit dem 1s-Orbital des Wasserstoffs erklärt.

## Geschichte
Der amerikanische Chemiker Lester Andrews synthetisierte 2004 als erstes Thallium(III)-hydrid aus den Elementen.

## Darstellung
Hergestellt werden kann Thallium(III)-hydrid durch eine Reaktion zwischen Lithiumthallanat LiTlH4 und Thallium(III)-chlorid TlCl3 bei −20 °C in etherischer Lösung, wobei Lithiumchlorid LiCl ausfällt und eine etherische TlH3-Lösung entsteht.
Aus der Lösung scheidet sich rasch polymeren, weißen Thallium(III)-hydrid (TlH3)x aus, der auch unterhalb von 0 °C sehr instabil ist.
Eine alternative Darstellung aus den Elementen ist ebenfalls möglich.

## Eigenschaften
Die Molekülstruktur von Thallium(III)-hydrid ist trigonal planar (VSEPR-Modell).
Bisher wurde Thallium(III)-hydrid noch nicht in größeren Mengen gewonnen, weshalb makroskopische Eigenschaften bisher unbekannt sind. Molekulares Thallium(III)-hydrid wurde jedoch bereits in Festgasmatrizen isoliert. Es wird hauptsächlich für wissenschaftliche Zwecke hergestellt.
Thallium(III)-hydrid ist instabil und reagiert unter Wasserstoffentwicklung zu Thallium(I)-wasserstoff TlH. Weswegen eine Analyse des Thallium(III)-hydrids nur in einem geschlossenen System unmittelbar nach der Darstellung möglich ist.